# Provinsen Westfalen
Westfalen var en provins i Preussen som fanns från 1815 till 1946. Huvudstad var Münster. Provinsen begränsades i norr och nordväst av Hannover och Nederländerna, i sydväst av Rhenprovinsen och i söder och sydöst av Hessen-Nassau.
Provinsen upplöstes 1946 och uppgick i förbundslandet Nordrhein-Westfalen.

## Historia
Westfalen kallades sedan senare hälften av 700-talet västra delen av det gamla, av Karl den store med frankiska riket införlivade Sachsen omkring Ruhr, Lippe och övre Eins, i motsats till Engern och Ostfalen, vilka låg omkring Weser och sträckte sig till Elbe. Vid hertigdömet Sachsens upplösning efter Henrik Lejonets aktsförklaring 1180 gick namnet Ostfalen förlorat, men namnet Westfalen bibehöll sig för området kring Ruhr och Lippe och omfattade senare även Sauerland vid Sieg. Ärkebiskopen av Köln erhöll Sauerland och några andra delar av Westfalen och fick av Fredrik Barbarossa titeln hertig av Westfalen och Engern; det fanns dock inom det nya hertigdömet flera självständiga områden. Hertigdömet hörde senare till Westfaliska kretsen. Dess område var ungefär hälften så stort som regeringsområdet Arnsberg. Då riksbiskopsstiftet Köln 1801 sekulariserades, tillföll hertigdömet Westfalen enligt riksdeputationshuvudbeslutet 1803 Hessen-Darmstadt som ersättning för dess besittningar på vänstra Rhenstranden, som förenats med Frankrike.
Provinsen fick sitt slutgiltiga omfång på Wienkongressen 1814-1815. De äldsta preussiska delarna är de 1609 med Jülich-Kleveska arvet till Brandenburg komna grevskapen Mark och Ravensberg. Genom Westfaliska freden 1648 förenades därmed som furstendöme stiftet Minden. Genom köp tillkom grevskapet Tecklenburg och Limburg, genom arv grevskapet Lingen, genom riksdeputationshuvudbeslutet 1803 stiften Münster och Paderborn som furstendömen samt furstendömet Korvey. Till dessa landsdelar, som 1807-1813 var förenade dels med kungariket Westfalen, dels med hertigdömet Berg, lades 1815 hertigdömet Westfalen, furstendömet Siegen, grevskapet Wittgenstein, fria riksstaden Dortmund samt flera mediatiserade riksständer i den forna Westfaliska kretsen. Invånarna talade en plattysk dialekt. Protestanter och katoliker väga ungefär jämnt mot varandra, dock med en ringa övervikt för de senare. Folktätheten var 204 invånare per kvadratkilometer, vilket var den största i Preussen näst Rhenprovinsen.

## Administrativ indelning
I administrativt hänseende var Westfalen indelat i 3 regeringsområden: Münster med 11, Minden med 11 och Arnsberg med 22 kretsar. Provinsregeringens säte var Münster. Romersk-katolska kyrkan hade biskopar i Münster och Paderborn, vilkas stift sträckte sig även in i Rhenprovinsen och Sachsen.

## Geografiska förhållanden
Westfalen var i sina sydliga delar fyllt av de rhenska skifferbergens sönderstyckade platåer, medan i nordöst Weserbergen ge höjdkaraktär åt landskapet. Däremellan skjuter in den så kallade westfaliska låglandsbukten, en fortsättning av det nederländska slättlandet. De högst belägna delarna ligga längst i söder. Där skär sig Ruhr en djup dalfåra i platålandet, den sydligare delen bär namnet Sauerland och där finns i öster på den så kallade Winterbergplatån provinsens högsta punkt, Astenberg (830 m). Denna platå förenas med Westerwald på sydöstra gränsen genom Rothaar- eller Rotlagerge-birge (Ederkopf. 694 m). På norra sidan av Ruhr faller med kala, branta sluttningar mot dalgången Haarstrangs ås, som emellertid i norr långsamt övergår i slättlandet kring Lippe, det så kallade Hellweg.
Den westfaliska låglandsbukten avbryts i väster av några enstaka grupper kullar (nordväst om Münster 158 m.), men är annars en mot nordväst jämnt lutande slätt, vars högsta delar i öster ligga endast 130 m ö.h. Där upprinner Ems och Lippe. Westfalen var delat mellan Rhens, Ems och Wesers flodområden. Rhen självt berör inte provinsen, men bifloderna Ruhr och Lippe är dess förnämsta vattendrag. Ems är den stora huvudådran i slättlandet kring Münster. Weser skär det nordöstligaste hörnet av provinsen och genombröt Weserbergen i ett smalt pass, kallat "Westfaliska porten". Den sammanlagda längden av naturliga vattenvägar är 383 km. Den 1899 färdigbyggda Dortmund-Ems-kanalen förband Rhen och Ems med varandra. Klimatet var milt utom på de sydligare platåerna.

## Näringsliv
Av näringsgrenar var jordbruket förhärskande i norr, under det att den sydvästra delen var helt industrialiserad, där låg i Ruhrområdet Tysklands förnämsta industridistrikt. Av hela provinsens areal upptog åkermarken 42,4 procent, ängsmark och beten 18,3 procent, skogsmark 27,9 procent. Jordens bördighet var mycket olika, minst fruktbara var norra och nordöstra delarna. Småbruk var talrika i Westfalen, storgodsen hade mindre omfattning där än i andra delar av Preussen. Mest odlades råg, havre och potatis. Av kreatursavel var uppfödning av hästar betydande i norr (stuteri i Warendorf), svinaveln är viktig i låglandet (westfaliska skinkor); däremot har fårskötseln gått ständigt tillbaka.
Bergverksdriften var betydande. I främsta rummet kom stenkolen och Ruhrbäckenet var Tysklands viktigaste stenkolsfält. Men även på malmer är Westfalen rikt; det lämnade det mesta järnet i riket näst Rhenprovinsen, den mesta kopparn näst Sachsen och den största mängden svavelkis. Zinkproduktionen var ansenlig och stod endast efter den i Rhenprovinsen och Schlesien. I samband med den rikliga förekomsten av malmer och stenkol står den storartade metallindustrin; särskilt var järn- och ståltillverkningen ansenlig, den hade sina huvudcentra i Bochum, Dortmund, Iserlohn, Altena och Siegen. Bland textilindustrier har linnetillverkningen gamla anor (sedan 1300-talet) och var länge betydande, särskilt kring Herford, Warendorf och Bielefeld.